# Constitution de l'Inde
Government of India Act de 1935
La Constitution de l'Inde (en hindi : भारत का संविधान (bhārat kā saṁvidhān)) est la loi fondamentale de l'Inde. Elle érige les principes politiques fondamentaux et établit la structure, les procédures, les droits et les devoirs du gouvernement et définit les droits et devoirs fondamentaux des citoyens. Le leader dalit B. R. Ambedkar est considéré comme le rédacteur de la Constitution.

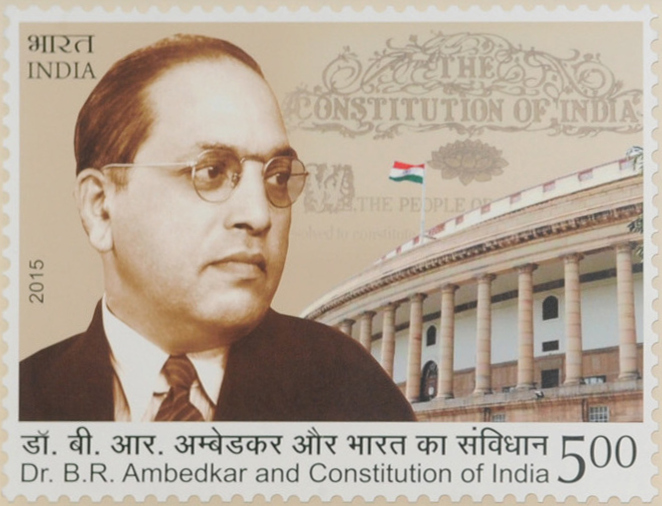
The Constitution of India and its architect B.R. Ambedkar on a 2015 postage stamp of India

La Constitution indienne est la plus longue constitution écrite du monde pour un pays indépendant,,,,. Elle comptait en 395 articles en 22 parties, 12 annexes et 114 amendements totalisant 117 369 mots dans sa version en langue anglaise.
En plus de la version anglaise, il existe une traduction officielle en hindi.
La Constitution a été adoptée par l'Assemblée constituante indienne le 26 novembre 1949 et est entrée en vigueur le 26 janvier 1950. La date du 26 janvier a été choisie en souvenir de la « Déclaration d'indépendance » adoptée par le Congrès national indien en 1930.
La Constitution déclare que l'Inde est une « république souveraine, socialiste, laïque, démocratique ». Les mots « socialiste » et « laïque » ont été ajoutés par le 42e amendement en 1976,. L'Inde célèbre chaque année l'adoption de sa Constitution le 26 janvier lors du Republic Day. Au moment de son entrée en vigueur, la Constitution de l'Inde a remplacé le Government of India Act de 1935 comme loi fondamentale.

## Contexte
Le mouvement pour l'indépendance de l'Inde est né alors que la majorité du sous-continent indien était sous la domination coloniale britannique (1858-1947). Il aboutit le 15 août 1947 par la formation de l'Union indienne et du Dominion du Pakistan, deux États souverains avec le monarque britannique comme chef d'État.
L'adoption de sa Constitution par l'Inde le 26 novembre 1949, puis son entrée en vigueur le 26 janvier 1950 en fait une république.

## Histoire constitutionnelle de l'Inde

### Lois du Parlement britannique avant 1935
Après la rébellion de 1857, la Couronne britannique prend directement en main la gestion de l'Inde britannique, jusqu'alors soumise à la Compagnie britannique des Indes orientales. Le Parlement britannique adopte le Government of India Act de 1858 qui met en place une nouvelle structure de gouvernement: un Secrétaire d'État pour l'Inde, assisté d'un Conseil de l'Inde, sont créés à Londres alors qu'un Gouverneur général et un Conseil exécutif de l'Inde, composé de hauts fonctionnaires britanniques, s'installent à Calcutta. En 1861, le Indian Councils Act prévoit la création d'un Conseil législatif. Le Indian Councils Act de 1862 crée des législatures provinciales et accroit les pouvoirs du Conseil législatif. Ces lois, avec le Indian Councils Act de 1909 et le Government of India Act de 1919, accroissent la participation des Indiens au gouvernement, mais leur pouvoir reste limité.

### Government of India Act de 1935
Les dispositions du Government of India Act de 1935, bien que jamais entièrement appliquées, ont grandement influencé la Constitution de l'Inde. On y trouve notamment : la structure fédérale du gouvernement, l'autonomie provinciale, un parlement bicaméral composé d'une Assemblée fédérale et d'un Conseil des États

### La mission ministérielle de 1946
En 1946, le Premier ministre britannique Clement Attlee crée une mission ministérielle en Inde pour discuter et finaliser les dispositions du transfert de pouvoir de l'Empire britannique au dirigeants indiens et accorder à l'Inde son indépendance sous statut de dominion au sein du Commonwealth des Nations. La mission examine le cadre de la constitution et fixe la procédure pour la rédaction de la future constitution. Les élections pour les 296 sièges attribués aux provinces sont terminées en août 1946 et l'Assemblée constituante se réunit et commence ses travaux le 9 décembre 1946.

### Indian Independence Actde 1947
La loi sur l'indépendance indienne de 1947 (Indian Independence Act) entre en vigueur le 18 juillet 1947 et divise le territoire de l'Empire des Indes en deux États nouveaux : l'Inde et le Pakistan, dominions du Commonwealth des nations jusqu'à ce que leurs constitutions respectives entrent en vigueur. L'Assemblée constituante est divisée en deux. La loi relève le Parlement britannique de tout droit ou obligation envers l'Inde et le Pakistan et accorde la souveraineté sur ces pays à leurs Assemblées constituantes respectives. Lorsque la Constitution de l'Inde entre en vigueur le 26 janvier 1950, elle abroge l’Indian Independence Act : l'Inde cesse d'être un dominion de la Couronne britannique et devint une république démocratique souveraine.

## L'Assemblée constituante
La Constitution a été rédigée par l'Assemblée constituante élue par les membres élus des assemblées provinciales. Jawaharlal Nehru, C.Rajagopalachari, Rajendra Prasad, Sardar Patel Vallabhbhai, Sandipkumar Patel, le Dr Bhimrao Ramji Ambedkar, Maulana Abul Kalam Azad, Syama Prasad Mukherjee, Nalini Ranjan Ghosh et Balwant Singh Mehta étaient quelques-uns des personnages importants de l'Assemblée. Plus de trente membres représentaient les classes répertoriées (Scheduled Classes). Frank Anthony représentait la communauté anglo-indienne et H.P. Modi les Parsis. Le président du Comité des minorités étaient Harendra Coomar Mookerjee, le représentant des chrétiens autre que les Anglo-indiens. Sarojini Naidu, Hansa Mehta, Durgabai Deshmukh et Rajkumari Amrit Kaur étaient parmi les plus importantes femmes élues.
Le premier président de l'Assemblée constituante était Sinha Sachidanand, plus tard remplacé par Rajendra Prasad. Les membres de l'Assemblée constituante se sont réunis pour la première fois le 9 décembre 1946.

### Rédaction de la Constitution
Lors de la séance du 14 août 1947, une proposition est adoptée pour la formation de divers comités. Sont ainsi créés un Comité pour les Droits fondamentaux, un Comité sur les Pouvoirs de l'Union, etc. Le 29 août 1947 est nommé le Comité de Rédaction dont Ambedkar devient le président. Un projet de constitution est adopté par le comité et soumis à l'Assemblée en novembre 1947.
Les architectes de la Constitution indienne, bien que puisant leur inspiration parmi de nombreuses sources, ont surtout été influencés par le modèle britannique du système de Westminster. Ils se sont également inspirés de la Constitution des États-Unis, notamment en ce qui concerne la séparation des pouvoirs, la création d'une Cour suprême et l'adoption d'un système fédéral dans lequel les pouvoirs sont divisés entre le gouvernement central et les gouvernements des États.
L'Assemblée s'est réunie en sessions ouvertes au public pendant 166 jours, répartis sur une période de 2 ans, 11 mois et 18 jours. Après de nombreuses délibérations et quelques modifications, les 308 membres de l'Assemblée ont signé deux copies du document (une en hindi et une en anglais) le 24 janvier 1950. La version originale de la Constitution a été écrite à la main avec une calligraphie magnifique, chaque page étant décorée par des artistes de Santiniketan. Le 26 janvier 1950, la Constitution de l'Inde est devenue la loi suprême du pays.

## Structure de la Constitution

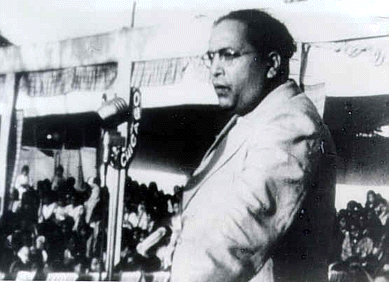
Le leader dalit B. R. Ambedkar est considéré comme le principal rédacteur de la Constitution.

La Constitution dans sa version actuelle comprend 22 chapitres, 450 articles, 12 annexes et 2 appendices et a subi 114 amendements.

### Chapitres
Les articles de la Constitution sont regroupés dans les chapitres suivants :
- Préambule
- Chapitre premier - L'Union et ses territoires
- Chapitre II - Citoyenneté
- Chapitre III - Droits fondamentaux
- Chapitre IV - Principes directeurs et devoirs fondamentaux
- Chapitre V - L'Union
- Chapitre VI - Les États
- Chapitre VII - Les États dans la partie B de la première annexe (abrogé)
- Chapitre VIII - Les territoires de l'Union
- Chapitre IX - Le système des panchayats et les municipalités
- Chapitre X - Les zones répertoriées et tribales
- Chapitre XI - Relations entre l'Union et les États
- Chapitre XII - Finance, propriété, contrats et poursuites
- Chapitre XIII - Commerce et échanges sur le territoire de l'Inde
- Chapitre XIV - Fonctions publiques de l'Union, des États et des territoires
- Chapitre XV - Élections
- Chapitre XVI - Dispositions spéciales relatives à certaines classes
- Chapitre XVII - Langues
- Chapitre XVIII - Dispositions d'urgence
- Chapitre XIX - Divers
- Chapitre XX - Amendement à la Constitution
- Chapitre XXI - Dispositions temporaires, transitoires et spéciales
- Chapitre XXII - Titre court, entrée en vigueur, texte en hindi faisant foi, abrogations

## Système de gouvernement

### Fédéralisme
La Constitution répartit le pouvoir entre l'Union (le gouvernement central) et les États. Elle énumère les compétences de chacun dans trois listes:
- la liste de l'Union liste les domaines de compétences réservés au Parlement indien, par exemple la défense nationale, les affaires étrangères, la monnaie…
- la liste des États donne les domaines réservés aux législatures des États, comme l'ordre public, les collectivités locales, certaines taxes. Le Parlement central ne peut pas légiférer dans ces domaines, sauf circonstances exceptionnelles.
- la liste concurrente liste les domaines de compétences pour lesquels à la fois l'Union et les États peuvent légiférer.

Les compétences non présentes dans une de ces listes sont attribuées à l'Union.
La chambre haute du Parlement, la Rajya Sabha, dans laquelle les États sont représentés, est un autre exemple du fédéralisme indien.

### Parlementarisme
Le Président de l'Inde est élu au suffrage indirect par les membres du Parlement et ceux des Assemblées législatives des États. Il est le chef d'État de la république indienne et les pouvoirs exécutifs et législatifs sont exercés en son nom. Cependant, son pouvoir n'est que symbolique et il ne peut agir que sur la recommandation du Premier ministre ou du Conseil des ministres.
Le Premier ministre et le Conseil des ministres restent en fonction tant qu'ils jouissent de la confiance de la Lok Sabha, la chambre basse du Parlement qui est élue au suffrage universel direct. Les ministres doivent également être membres de l'une des deux chambres. Ainsi, le Parlement exerce le contrôle sur l'exécutif.
Une structure parlementaire similaire exerce au niveau des États, où l'Assemblée législative élue au suffrage universel exerce un contrôle sur le ministre en chef et son Conseil des ministres.

### Indépendance de la justice
La justice indienne n'est pas soumise au contrôle de l'exécutif ou du législatif. Le pouvoir judiciaire agit comme un interprète de la Constitution et comme un intermédiaire en cas de litige entre deux États ou entre un État et l'Union. Une loi adoptée par le Parlement ou une assemblée législative est soumise au contrôle judiciaire, et peut être déclarée inconstitutionnelle par le pouvoir judiciaire si celui-ci estime que le texte viole les dispositions de la Constitution.

## Procédure de modification: les amendements à la Constitution
Les modifications de la Constitution sont adoptées par le Parlement selon la procédure décrite à l'article 368. Une proposition de loi constitutionnelle doit être adoptée par les deux chambres du Parlement à la majorité des deux-tiers. Certaines modifications qui touchent à la nature fédérale de la Constitution doivent être ratifiées par la majorité des législatures des États.
La plupart des modifications à la Constitution indienne concernent des sujets qui relèvent de la simple loi dans la plupart des autres démocraties. En effet, la Constitution indienne est si détaillée dans sa description du fonctionnement du gouvernement que beaucoup de changements ne peuvent être ratifiés que par une modification constitutionnelle. Ainsi, la Constitution est amendée environ deux fois par an.
La Cour suprême de l'Inde a, dans son jugement Kesavananda Bharati vs. State of Kerala, déclaré que les modifications de la Constitution devaient en respecter la « structure fondamentale » qui est immuable. Ainsi, le Parlement indien ne peut pas modifier la Constitution à sa guise. La justice indienne a utilisé cette doctrine notamment pour rendre nuls certains amendements adoptés sous le gouvernement d'Indira Gandhi pendant l'état d'urgence de 1975 à 1977.

## Contrôle de la constitutionnalité des lois
Le contrôle de la constitutionnalité des lois est traité dans l'article 13 de la Constitution. Cet article fait de la Constitution la loi suprême de l'Inde et fait en sorte que toutes les lois doivent s'y conformer. L'article prévoit ainsi que:
- les lois adoptées avant l'entrée en vigueur de la Constitution qui contiennent des dispositions contraires à la Constitution continuent de s'appliquer sauf les dispositions anticonstitutionnelles pour lesquelles la Constitution prévaut et ce jusqu'à ce que la Constitution soit modifiée pour rendre ces dispositions compatibles;
- les lois adoptées après l'entrée en vigueur de la Constitution doivent être compatible avec celle-ci et, si ce n'est pas le cas, les dispositions qui entrent en conflit avec la Constitution sont nulles.

Dans ces situations, c'est le rôle de la Cour suprême et des Hautes Cours d'interpréter la loi pour déterminer si, et en quoi, elle n'est pas conforme à la Constitution.